# 夜の燈火と日向のにおい
『夜の燈火と日向のにおい』（よるのあかりとひなたのにおい）は、鬼魔あづさによる日本の漫画作品。少年画報社『ヤングキングアワーズ』にて連載。同作品の収録単行本は全8巻。
1998年6月に、同作品をイメージしたドラマCDが東芝EMIから発売された。

## 登場人物
「声」は、同作品のドラマCDにおける担当声優。
- 彩子 （声 - 飯塚雅弓）
- 巧 （声 - 新山志保）
- 由美 （声 - 今井由香）
- 都 （声 - かないみか）
- 彩子の父 （声 - 堀内賢雄）
- 子猫（お嬢） （声 - 津村まこと）
- 保健のセンセ （声 - 吉田美保）
- ジョンジー  （声 - 高瀬右光）